# Wilhelm Meisters Wanderjahre

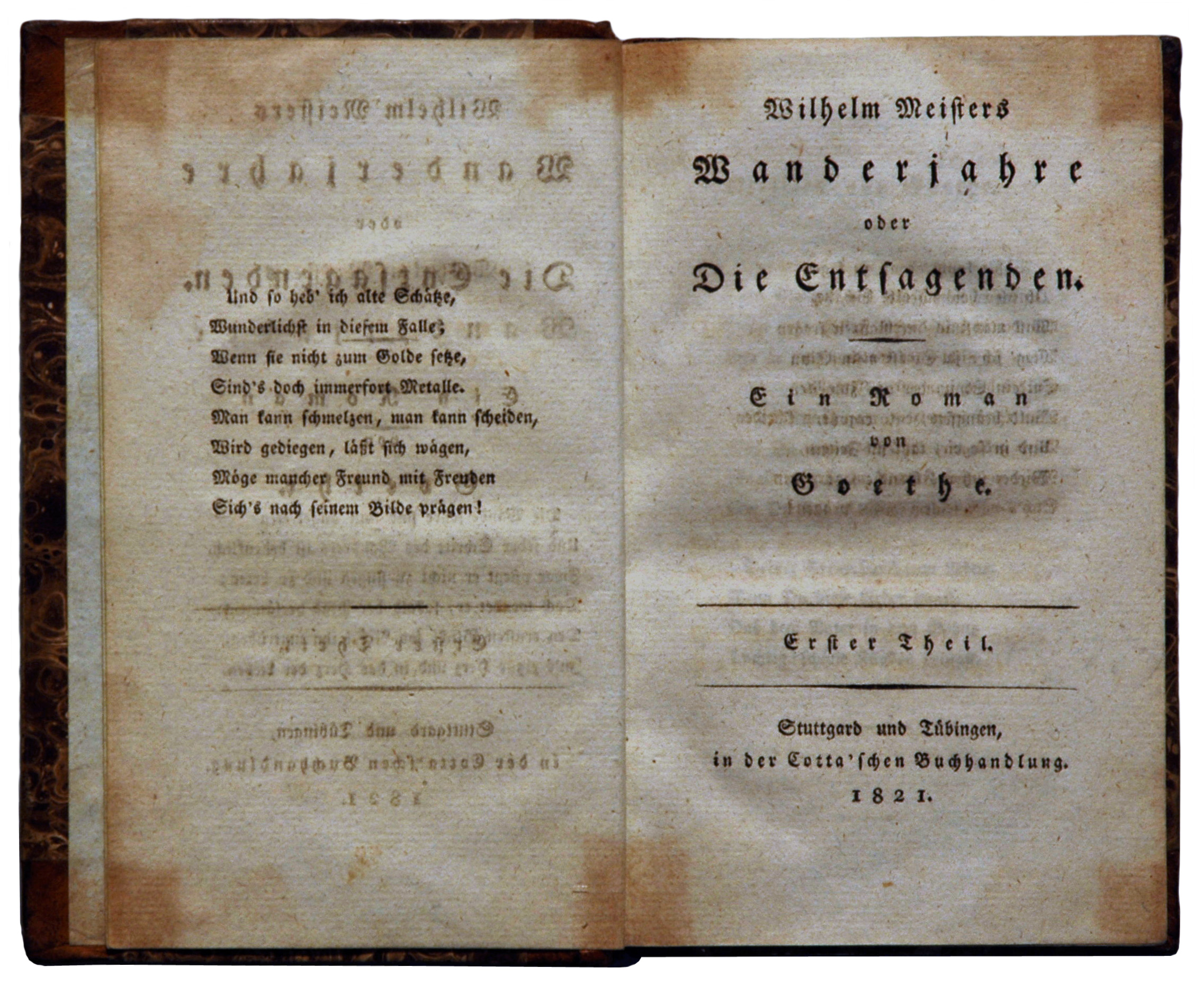
Titelblatt der Erstausgabe von 1821

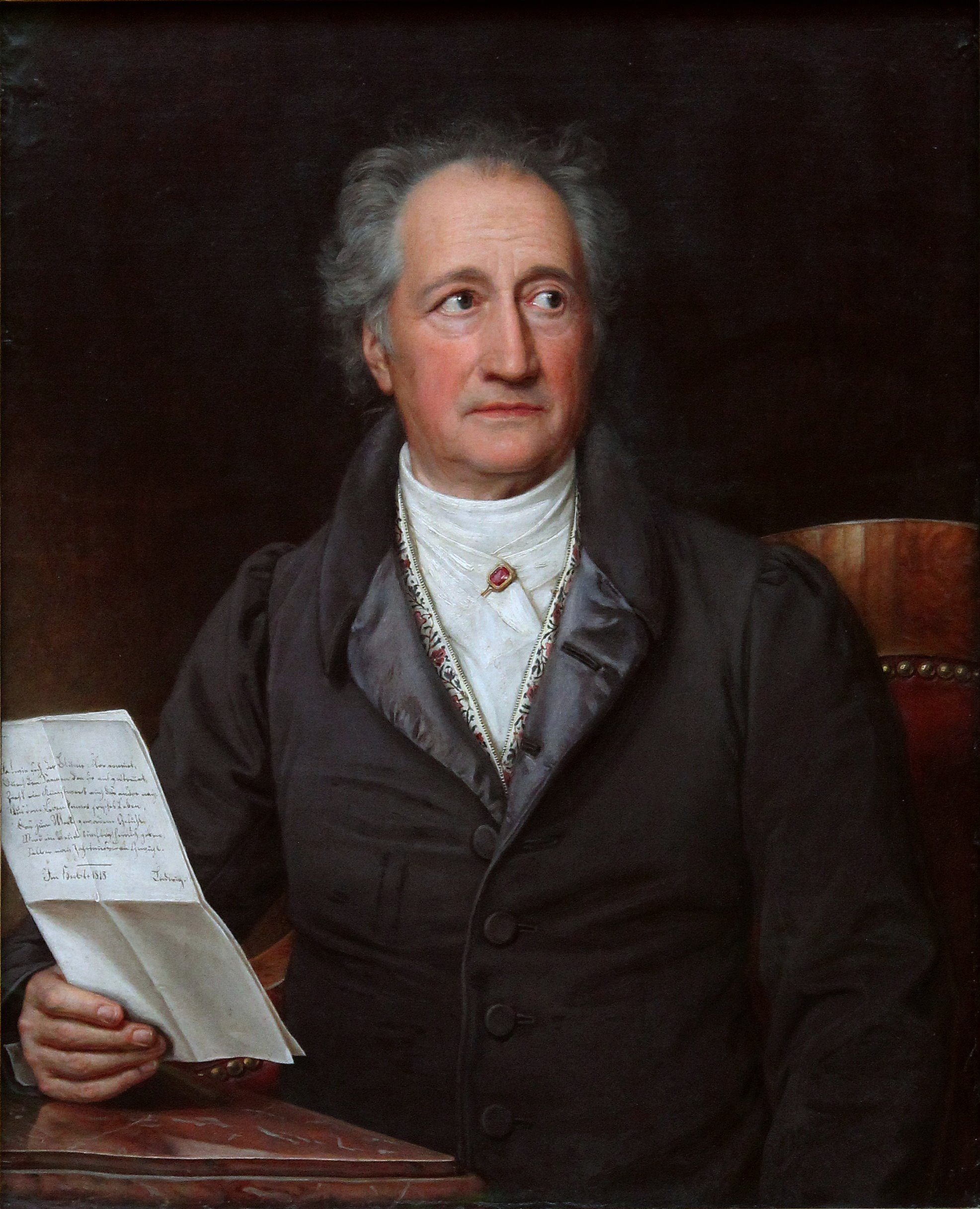
Goethe im Jahre 1828

Wilhelm Meisters Wanderjahre oder die Entsagenden ist ein spät vollendeter Roman von Johann Wolfgang von Goethe. Er gilt als die persönlichste aller Goethe’schen Dichtungen. 1821 erschien die erste Fassung, 1829 die vollständige. Ihr fehlen die vorangestellten Gedichte des Fragments von 1821.
Bereits in den Jahren 1807 bis 1810 hatte Goethe an dem Text geschrieben. Die Idee dieser Fortsetzung von Wilhelm Meisters Lehrjahre wurde in dem Brief vom 12. Juli 1796 an Schiller geäußert.

## Handlung
Goethes Spätwerk ist kein Roman nach den fachwissenschaftlichen Merkmalen, sondern ein Stationen-Epos um Wilhelm als zentrale Figur mit in die Handlung eingearbeiteten Überlegungen zu wissenschaftlichen Theorien, Bildungs- und Gesellschaftsmodellen. Dazu kommen Beschreibungen z. B. des Spinner- und Weberhandwerks sowie der Baumwoll-Heimindustrie. Auf seiner Wanderschaft lernt Wilhelm verschiedene Betriebe und Gemeinschaftseinrichtungen kennen, deren Vorstände ihm ihre handlungsorientierten Programme vorstellen. Entsprechend zielt die Bildung der Jugendlichen in der Pädagogischen Provinz auf eine praktische Berufstätigkeit hin. Kapitelweise eingeschobene Erzählungen oder Märchen, die Probleme zwischenmenschlicher moralischer Beziehungen ansprechen und v. a. das zentrale Vater-Sohn-Motiv variieren, sind mit der Rahmengeschichte thematisch verbunden. Dementsprechend beschreibt sich der Erzähler im 3. Buch als Herausgeber und Bearbeiter von ihm nach und nach zugänglich gemachten Materialien: „Wir sind also gekommen, dasjenige, was wir damals gewusst und erfahren, ferner auch das, was später zu unserer Kenntnis kam, zusammenzufassen und in diesem Sinne das übernommene ernste Geschäft eines treuen Referenten getrost abzuschließen.“ (III, 14)

### Erstes Buch
Erstes Kapitel
Wilhelm unternimmt mit seinem Sohn Felix eine ihm von der geistig-moralischen Turmgesellschaft verordnete Bildungsreise, die ihn als Bewährungsprobe von seiner Seelengeliebten Natalie, seiner „Amazone“ der „Lehrjahre“, trennt. Zu Beginn schreibt er ihr mehrmals, doch im zweiten Buch nur noch einmal, und er bittet die Gesellschaft um Befreiung aus der Vertragsklausel der ständigen Wanderschaft, um wieder sesshaft werden zu können.
Die Flucht nach Ägypten
Im Gebirge begegnen sie einer fünfköpfigen Familie, die ihn an die um zwei Knaben erweiterte heilige Familie erinnert. Die Mutter mit einem Säugling auf einem Esel, „ein sanftes, liebenswürdiges Weib“, erinnert Wilhelm an ein Gemälde Die Flucht nach Ägypten. Der junge, rüstige Mann trägt Handwerkszeug eines Zimmermanns. Er lädt die beiden zur Übernachtung nach Sankt Joseph ein.
Wilhelm an Natalien
Am Abend, und am nächsten Tag, schreibt Wilhelm über seine Reiseerlebnisse an Natalie. Für den Charakter ihrer Beziehung von Bedeutung ist die Symbolik: Er habe „die Höhe des Gebirges, das eine mächtigere Trennung zwischen [ihnen] setzen wird, als der ganze Landraum bisher“ erreicht und er bewege sich in seiner Wanderschaft mit der Verpflichtung des ständigen Ortswechsels räumlich von ihr weg. Ein „wundersames Geschick“ trenne ihn von ihr und schließe „den Himmel, dem [er] so nahe stand, unerwartet zu[…]“. Aber er sieht darin für sich eine Bewährungsprobe. Er hüte sich vor einem „gebietenden Gewissen“ und seine „Fehler stürzen sich nicht mehr wie Gebirgswasser einer über den anderen.“
Zweites Kapitel
Sankt Joseph der Zweite
Sankt Joseph erweist sich als „ein großes, halb in Trümmern liegendes, halb wohlerhaltenes Klostergebäude“, „in dem das Gebäude die Bewohner eigentlich gemacht hat.“ Der Zimmermann hat das Amt des Verwalters von seinem Vater übernommen und ist in doppelter Weise mit der Joseph-Geschichte verbunden, wie Wilhelm erfährt, nachdem er die restaurierte Kapelle mit einem Wandgemälde geführt wird. Es ist eine Bildergeschichte des heiligen Joseph. Joseph ist „mit einer Zimmerarbeit beschäftigt“, er begegnet „Marien“, und eine Lilie sprosst zwischen beiden aus dem Boden. Nach diesem Vorbild verläuft das Leben des Gastgebers: Er erhält aus Dankbarkeit der Eltern für ihr Amt im ehemaligen Kloster den Namen Joseph und fühlt, schon als Kind von dem Gemälde beeinflusst, die Berufung, Zimmermann zu werden.
Die Heimsuchung. Der Lilienstengel
In der Kriegszeit rettet er die schwangere Witwe Marie vor marodierenden Soldaten. Sie gebärt bald darauf „den schönsten Knaben“ und heiratet Joseph nach dem Trauerjahr.
Drittes Kapitel
Wilhelm an Natalien
Wilhelm schreibt ihr über den Zimmermann Joseph: „Jene Verehrung seines Weibes, gleicht sie nicht derjenigen, die ich für dich empfinde? und hat nicht selbst das Zusammentreffen dieser beiden Liebenden etwas Ähnliches mit dem unsrigen?“ Wilhelm beneidet Joseph, weil er mit Marie unter einem Dach wohnt. „Dagegen darf ich nicht einmal mein Schicksal beklagen, weil ich dir zugesagt habe, zu schweigen und zu dulden, wie du es auch übernommen hast.“
Die beiden wandern, von einem „schelmischen“ Jungen Fitz geführt, weiter und begegnen Jarno, der nun Montan genannt wird und Wilhelm seine Lebensauffassung erklärt. Er hat sich von den Menschen enttäuscht ins Gebirge zurückgezogen: „Ihnen ist nicht zu helfen.“ Deshalb folgt er einer „einsiedlerischen Neigung“. Montan sammelt im Gebirge für bergmännische Unternehmungen Steine und sucht darin, und nicht in der menschlichen Sprache oder der Musik, die Natur zu erfassen: „Die Natur hat nur eine Schrift.“ Sie reden auch über die naturkundliche Belehrung des wissbegierigen Felix. Montan meint, ein Lehrer könne nicht sein gesamtes Wissen einem Neuling mitteilen. In einem jeden neuen Kreise [müsse] man zuerst wieder als Kind anfangen.
Viertes Kapitel
Sie setzten das pädagogische Gespräch fort. Während Wilhelm seinem Sohn „einen freieren Blick über die Welt verschaffen [möchte], als ein beschränktes Handwerk zu geben vermag“, setzt Montan auf solides Erfahrungswissen: „Wer andere lehren will, kann wohl oft das Beste verschweigen, was er weiß, aber er darf nicht halbwissend sein.“ Nach Montan ist „die Zeit der Einseitigkeiten“ – sprich, der Entsagung – angebrochen, und er weiß auch den Weg: „von unten hinauf zu dienen, ist überall nötig. Sich auf ein Handwerk zu beschränken, ist das Beste. Um einen Gegenstand ganz zu besitzen, zu beherrschen, muss man ihn um sein selbst willen studieren. Was der Mensch leisten soll, muss sich als ein zweites Selbst von ihm ablösen.“ Er demonstriert seine Lehre am Beispiel eines Kohlenmeilers. Wilhelm ist davon überzeugt und würde gern ein Spezialgebiet erlernen. Er bittet Montan, ihm zu helfen, „dass die lästigste aller Lebensbedingungen [Vereinbarung mit der „Gesellschaft des Turmes“ aus den Lehrjahren], nicht länger als drei Tage an einem Orte zu verweilen, baldigst aufgehoben und ihm vergönnt werde, sich zu Erreichung seines Zweckes da oder dort, wie es ihm belieben möge, aufzuhalten“.
Wilhelm und Felix pilgern weiter zu einem „Riesenschloss“ auf einem einsamen Berg, ein aus Wänden und Säulen bestehendes Labyrinth mit Höhlen: „Pforten an Pforten, Gänge nach Gängen“. Hier findet Felix in einer Felsspalte „ein Kästchen, nicht größer als ein kleiner Oktavband, von prächtigem altem Ansehn“, es scheint „von Gold zu sein, mit Schmelz geziert“. Sie treffen wieder auf Fitz und dieser führt sie auf einem abenteuerlichen, verbotenen Schleichweg „nach jenen ausgedehnten Gütern eines großen Landbesitzers, von dessen Reichtum und Sonderbarkeiten man ihnen erzählt hatte“.
Fünftes Kapitel
„Der Hausherr, ein kleiner, lebhafter Mann von Jahren“, heißt Wilhelm willkommen und stellt ihm seine kleine Literaturgesellschaft vor, u. a. seine Nichten Hersilie und Juliette. Hersilie, die von Felix bewunderte eloquent scharfzüngige Jüngere, hat sich auf französische Literatur spezialisiert und gibt eine Kostprobe ihrer Übersetzungstätigkeit Wilhelm zu lesen. Die Erzählung behandelt wie der „Der Mann von fünfzig Jahren“ (II, 3–5) die Vater-Sohn-Thematik und steht im Zusammenhang mit der sich bis zum Ende des 3. Buchs erstreckenden Hersilie-Felix-Beziehung:
Die pilgernde Törin
Herr von Revanne, der mit Schwester und Sohn auf einem ländlichen Schloss inmitten seiner Ländereien lebt, nimmt eines Tages eine anmutige junge und gebildete Vagantin bei sich auf. Während ihres zweijährigen Aufenthalts als Gesellschafterin verschleiert sie ihre Herkunft durch geistreiche rätselhafte Sprüche. Vater und Sohn verlieben sich in das geheimnisvolle Mädchen und wollen es heiraten. Sie könnte sich dadurch eine gesellschaftliche Stellung sichern und ist insofern eine Törin, als sie die Chance nicht nutzt. Vielmehr stellt sie die beiden auf die Probe und demonstriert ihre Ehrenhaftigkeit und Sittsamkeit. Die Werbung des Vaters lehnt sie mit der Andeutung ab, sie sei von seinem Sohn schwanger. Der bricht sein Schweigeversprechen ihr gegenüber und stellt den Sohn zur Rede. Dieser vermutet eine sexuelle Beziehung zum Vater und fürchtet um sein Erbe. Die schöne Fremde verschwindet spurlos und erteilt ihnen vorher eine geistreich wort-spielerische Lehre: „Wer sich kein Bedenken macht, das Bedenken eines schutzlosen Mädchens zu verachten, wird das Opfer werden von Frauen ohne Bedenken. Wer nicht fühlt, was ein ehrbares Mädchen empfinden muss, wenn man um sie wirbt, der verdient sie nicht zu erhalten. Wer gegen alle Vernunft, gegen die Absichten, gegen den Plan seiner Familie, zu Gunsten seiner Leidenschaften Entwürfe schmiedet, verdient die Früchte seiner Leidenschaften zu entbehren und der Achtung seiner Familie zu ermangeln“.
Sechstes Kapitel
Am nächsten Tag reisen die Nichten mit den Gästen zu einem Försterhaus. Auf der Fahrt zeigt Juliette Wilhelm die nach vernünftigen Prinzipien und zur gesunden Ernährung der Bevölkerung eingerichtete Landwirtschaft des Onkels, der die „Maximen einer allgemeinen Menschlichkeit“ lebt, die der „strebende Geist, der strenge Charakter nach Gesinnungen aus[bildet], die sich ganz aufs Praktische be[ziehen]“. Sie erklärt auch einige der zahlreichen an Türen angebrachten Spruchweisheiten, die eine Dialektik enthalten, z. B. „Vom Nützlichen durchs Wahre zum Schönen“ oder „Besitz und Gemeingut“, d. h. Der Reiche müsse das Kapital zusammenhalten, um vom Gewinn spenden zu können, löblicher als alles an die Armen zu verteilen sei es, ihr Verwalter zu sein. Andererseits sind die Geschäfte des Onkels nicht auf Gewinnsteigerung angelegt: „[D]as Mindere der Einnahme betracht‘ ich als Ausgabe, die mir Vergnügen macht, indem ich andern dadurch das Leben erleichtere.“
Hersilie erzählt Wilhelm außerdem von Makarie, „einer würdigen Tante, die, unfern in ihrem Schlosse wohnend, als ein Schutzgeist der Familie zu betrachten sei“ und vom Vetter Lenardo, der drei Jahre, ohne schriftliche Nachricht, seinen Weg durch Europa nur durch die Spuren der Geschenke, wie edle Weine oder den brabanter Spitzen erahnen ließ. Hersilie gibt Wilhelm Einblicke in den Briefwechsel Lenardos mit Tante und den Nichten mit der Bemerkung: „Gestern machte ich Sie mit einer törigen Landläuferin bekannt, heute sollen Sie von einem verrückten Reisenden vernehmen.“
Leonardo an die Tante. Die Tante an Julietten. Juliette an die Tante. Hersilie an die Tante. Die Tante den Nichten. Hersilie an die Tante. Die Tante an Hersilien.
Leonardo kündigt der Tante seine Rückkehr an und erklärt seine dreijährige Schweigsamkeit: „Ich wollte die Welt sehen und mich ihr hingeben, und wollte für diese Zeit meine Heimat vergessen, von der ich kam, zu der ich wieder zurückzukehren hoffte“. Er komme nun „aus der Fremde wie ein Fremder“ heim und bitte sie um ausführliche briefliche Informationen über die familiäre Situation und die Veränderungen von Haus und Hof in der letzten Zeit. Die von der Tante um Schreibhilfe gebetenen Nichten, v. a. die eloquent ironisch-scharfzüngige Hersilie, reagieren darauf mit Kritik, auch an der blinden Gutmütigkeit der Tante ihrem „verzogenen“ Neffen gegenüber : „Halten Sie ihn kurz […] Es ist so was Abgemessenes und Anmaßliches in dieser Forderung, in diesem Betragen, wie es die Herren meistens haben, wenn sie aus fernen Ländern kommen. Sie halten die daheim Gebliebenen immer nicht für voll.“
Wilhelm an Natalien
Wilhelm bezeichnet diesen Briefwechsel als typisch für die „Schreibseligkeit“ der gebildeten Frauen seiner Zeit: „In der Sphäre, in der ich mich gegenwärtig befinde, bringt man beinahe so viel Zeit zu, seinen Verwandten und Freunden dasjenige mitzuteilen, womit man sich beschäftigt, als man Zeit sich zu beschäftigen selbst hatte“. So wisse er über „die Personen, deren Bekanntschaft [er] machen werde […] beinahe mehr, als sie selbst“.
Siebentes Kapitel
Erzählt wird die Familiengeschichte des Gutsherrn: Er wurde in Nordamerika geboren, wollte jedoch nicht wie sein Vater die nach dem Prinzip der Konkurrenz und des Profits fungierende Gesellschaft aufbauen und sich nicht an der Expansion des Gebietes nach Westen im Kampf mit den Indianern beteiligen, sondern übernahm im alten traditionsreichen Europa die Familiengüter und organisierte sie einvernehmlich mit den Nachbarn nach dem Toleranzgebot einer aufgeklärten Religion. Im 3. Buch (14. Kp.) überlässt er seine in Übersee verpachteten Besitzungen Lenardo und Friedrich zur Nutzung für ihre Gesellschaft.
Achtes und Neuntes Kapitel
Die folgende Erzählung, die ebenso wie die von der „Törin“ über vertrauensvollen menschlichen Umgang unter Freunden belehrt, ist in die Wilhelm-Handlung eingebaut, während er mit Felix zu Makarie reist.
Wer ist der Verräter?
Der Oberamtmann in R. und der mit ihm befreundete Professor N. planen, eine Ehe zwischen ihren Kindern Julie und Lucidor zu arrangieren und zugleich den Schwiegersohn als Nachfolger für das Amt vorzubereiten, ohne die Beteiligten zu informieren. So bewegt der Professor seinen Sohn, Rechtswissenschaft zu studieren, und die lebhafte, kindliche Tochter Julie erhält Geographieunterricht im Haus des Professors. Nachdem die Kinder in den Plan eingeweiht worden sind, verbringt Lucidor zur weiteren Annäherung einige Wochen im Haus des Amtmanns, verliebt sich dort jedoch so sehr in dessen zweite, reifere und häusliche Tochter Lucinde, so dass er zittert, wenn sie ihn „mit ihren vollen, reinen, ruhigen Augen“ ansieht. Sie wird allerdings, wie es den Anschein hat, von einem Hausgast, dem Weltreisenden Antoni, umworben. Nun beginnt ein Verwirrspiel. Lucidor ist „von tiefem Gemüt“, getraut sich nicht, seine Neigung zu bekennen, und spricht dafür seine Gefühle in lauten Monologen in seinem Schlafzimmer aus. Die Familie hört seine Liebesworte durch die Wand. Die Töchter sind mit dem Wechsel einverstanden, da Julie sich mehr zu Antoni hingezogen fühlt, wenn sie auch über die Ablehnung etwas verstimmt ist. Man erlöst Lucidor jedoch erst kurz vor dem glücklichen Ende aus seinem Leid, nachdem Lucinde seinen Fluchtversuch durch ihr Liebesgeständnis verhindert. Denn zuerst mussten die Väter die neue Situation beraten. Er vermutet hinter der zeitlichen Verzögerung Verrat, doch er erfährt von Julie, dass er durch seine Monologe sein eigener Verräter war. Bei dieser Unterredung während einer von ihr arrangierten Kutschfahrt durch seinen neuen Amtsbezirk hat sie, offenbar als Sprachrohr des Erzählers, ihren virtuosen Auftritt: Sie kritisiert die Absprache der Väter, ohne die Kinder zu befragen, sowie Lucidors zaghaft schwache Rolle bei der Klärung der Lage, d. h. einsame Monologe zu halten, anstatt zu dialogisieren – und entsprechend ist diese Szene als Dialog ausgeführt. Dabei ironisiert Julie das gesamte bürgerliche Lebenskonzept des auf Sicherung des Lebensstandards und Sesshaftigkeit bedachten Juristen und seiner dazu passenden edlen Lucinde. Sie möchte dagegen mit Antoni die Welt kennenlernen.
Zehntes Kapitel
Die nächste Station auf der Wanderschaft von Wilhelm und Felix ist Makaries Schloss, dem ein Stift, eine Art Haushaltsschule für junge Mädchen zur Vorbereitung auf das „tätige Leben“, ein von der jungen schönen Angela verwaltetes Archiv mit Makaries Aufzeichnungen und einer Zitatensammlung und eine Sternwarte angeschlossen sind. Dort zeigt der Astronom dem Gast mit einem Fernrohr den Sternenhimmel, doch für Wilhelm ist es eher ein Nachteil, den Jupiter oder die Venus vergrößert ans Auge heranzuholen, denn er möchte die „himmlischen Heerscharen“ in der Gesamtheit schauen und mit dem Bild des Universums in seinem Inneren vergleichen. In dieser Hinsicht ist Makarie mit ihm seelenverwandt, aber ihm weit überlegen, denn sie vermag die tiefsten Geheimnisse zu erfassen, wie ihm Angela erklärt: „Wie man von dem Dichter sagt, die Elemente der sichtlichen Welt seien in seiner Natur innerlichst verborgen und hätten sich nur aus ihm nach und nach zu entwickeln, dass ihm nichts in der Welt zum Anschauen komme, was er nicht vorher in der Ahnung gelebt: ebenso sind, wie es scheinen will, Makarien die Verhältnisse unseres Sonnensystems von Anfang an, erst ruhend, sodann sich nach und nach entwickelnd, fernerhin sich immer deutlicher belebend, gründlich eingeboren“. Diese Ahnungen sind die Basis ihrer Menschenkenntnis, die sie Wilhelm beim Abschied auf den Weg zu Baron Lenardo mitgibt, den sie folgendermaßen charakterisiert: „Von Natur besitzen wir keinen Fehler, der nicht zur Tugend, keine Tugend, die nicht zum Fehler werden könnte. Diese letzten sind gerade die bedenklichsten“.
Elftes Kapitel
Das nussbraune Mädchen
Lenardo erzählt Wilhelm die Geschichte seiner mit seiner Heimkehr wieder auflebenden Gewissensqual. Seine Bildungsreise „durch das gesittete Europa“ wurde dadurch finanziert, dass sein Oheim ausstehende und bisher gestundete Pachtbeträge eintreiben ließ. Ein Pächter, ein frommer Mann, der aber nicht wirtschaften konnte, musste deshalb den Hof verlassen. Seine Tochter, wegen ihrer „bräunlichen Gesichtsfarbe“ das „nussbraune Mädchen“ genannt, bat Lenardo, sich für ihren zahlungsunfähigen Vater beim Oheim um einen neuen Aufschub zu bemühen. Gerührt vom weinenden Mädchen sagte er leichtsinnig zu, „das Mögliche“ zu tun. Zwar sprach er mit dem Geschäftsträger, konnte aber nichts erreichen und verdrängte nach seiner Abreise das Versprechen. Jetzt kehrt er mit Schuldgefühlen zurück, und er erfährt erleichtert, dass Valerine, an diesen Namen meint er sich zu erinnern, inzwischen mit einem reichen Gutsbesitzer verheiratet ist. Er fährt mit Wilhelm zu ihr und muss beim Anblick der blonden Frau erkennen, dass er die Namen zweier Spielgefährtinnen seiner Kindheit verwechselt hat. Das nussbraune Mädchen heißt Nachodine. Lenardo bittet nun Wilhelm, nach ihr zu suchen und sie evtl. finanziell zu unterstützen.
Zwölftes Kapitel
Bevor Wilhelm seinen Auftrag ausführt, besucht er den von Lenardo als Vermittler genannten „Alten“, der in seinem Haus gebrauchte Gegenstände für die Enkelgeneration sammelt und aufbewahrt, und gibt ihm das im „Riesenschloss“ von Felix gefundene verschlossene kostbare Kästchen zur Aufbewahrung. Dieser meint, „wenn dieses Kästchen etwas bedeutet, so muss sich gelegentlich der Schlüssel dazu finden, und gerade da, wo Sie ihn am wenigsten erwarten“. Außerdem gibt er Wilhelm Hinweise auf Nachodines Aufenthaltsort und empfiehlt für Felix eine besondere pädagogische Einrichtung: „Allem Leben, allem Tun, aller Kunst muss das Handwerk vorausgehen, welches nur in der Beschränkung erworben wird. Eines recht wissen und ausüben gibt höhere Bildung als Halbheit im Hundertfältigen.“ In der pädagogischen Provinz werde jeder Zöglinge geprüft, „[w]o seine Natur eigentlich hinstrebt […] Weise Männer lassen den Knaben […] dasjenige finden, was ihm gemäß ist, sie verkürzen die Umwege, durch welche der Mensch von seiner Bestimmung nur allzugefällig abirren mag.“

### Zweites Buch
Erstes und zweites Kapitel
Wilhelm bringt, bevor er Nachodine sucht, Felix zur Ausbildung in die „Pädagogische Provinz“, einer abgelegenen idyllischen fruchtbaren ländlichen Gegend, in der die Jungen wie auf einer Insel Utopia leben und ihre Anlagen möglichst frei entwickeln können. So dürfen sie z. B. ihre Kleidung nach Schnitt und Farben selbst wählen und ihre Erzieher erkennen daran bestimmte Eigenschaften wie individuelle Kreativität oder Neigung zur Gruppenbildung. Wilhelm erfährt von „den Oberen“, „den Dreien“, einige Bildungsziele, wobei anfänglich nicht alles aufgedeckt wird: Erst stufenweise sollen die Geheimnisse offenbart werden. Grundlage der Bildung ist die Musik, v. a. der Chorgesang, auf dem die Verschriftlichung der Noten und des Textes aufbaut. Dadurch übt man vom Sinnlichen zum Symbolischen und Philosophischen „Hand, Ohr und Auge“ in Verbindung miteinander. Insbesondere lernen die Jugendlichen, durch unterschiedliche rituelle Gebärden unterstützt, die dreifache Ehrfurcht: vor Gott, der Welt sowie den Menschen. Die „wahre Religion“ vereinigt diese drei Bereiche und gipfelt in der höchsten Stufe, der „Ehrfurcht vor sich selbst“. In diesem Rahmen haben die Schüler viele Freiräume, doch sie müssen sich an die Regeln halten, aber „[w]er sich den Gesetzen nicht fügen lernt, muss die Gegend verlassen wo sie gelten“.
In einem inneren, von einer Mauer abgeschlossenen Bezirk zeigt der Älteste im zweiten Kapitel Wilhelm zwei Galerien, die auch die Schüler in ihrem Unterricht sehen dürfen: die erste bildet „das äußere allgemein Weltliche“ an geschichtlichen Ereignissen der Israeliten ab und vergleicht sie thematisch mit Mythologien anderer Kulturen. Der zweite Saal zeigt Legenden aus dem Leben Jesu bis zum Abendmahl als „das innere besonders Geistige und Herzliche“. Die dritte Bilderhalle bleibt Wilhelm verschlossen. Sie ist das „Heiligtum des Schmerzes“. „Jene Verehrung des Widerwärtigen, Verhassten, Fliehenswerten“ gehört nicht zum Pflichtprogramm und wird jedem „nur ausstattungsweise in die Welt mit[gegeben], damit er wisse, wo er dergleichen zu finden hat, wenn ein solches Bedürfnis sich in ihm regen sollte.“
Drittes bis fünftes Kapitel
Eine weitere Erzählung, deren „Personen […] mit denjenigen, die wir schon kennen und lieben, aufs innigste zusammengeflochten worden“, ist in die Handlung eingefügt. Sie handelt von den Liebesverwicklungen innerhalb einer Vierergruppe, die sich am Ende des 3. Teils lösen (III, 14).
Der Mann von fünfzig Jahren
Der Major und seine Schwester, die verwitwete Baronin, haben ihre Güter neu geordnet, den zweiten Bruder, den Obermarschall, ausbezahlt und planen seinen Sohn Flavio und ihre Tochter Hilarie zu vermählen. Doch nun eröffnet die Baronin dem Major, Hilarie liebe ihn, den Onkel, „wirklich und von ganzer Seele“, und sie habe nichts gegen den im Herzen jung gebliebenen Bruder als Schwiegersohn einzuwenden. Der Major ist einerseits schockiert, andererseits fühlt er sich als Fünfzigjähriger geschmeichelt, denkt über sein Alter und sein Aussehen nach und nimmt das Angebot eines zufällig bei ihm zu Besuch weilenden alten Freundes an, eine Verjüngungskur, die dieser als Schauspieler anwendet, zu erproben. Dazu überlässt er ihm für einige Zeit seinen „Verjüngungsdiener“ und sein „Toilettenkästchen“. Der Major gewinnt durch die mit der Behandlung verbundene Konzentration auf seine Person ein gestiegenes Selbstbewusstsein, „einen besonders heiteren Sinn“ und er gesteht Hilarie: „Du machst mich zum glücklichsten Menschen unter der Sonne! Willst du mein sein?“ Sie stimmt zu: „Ich bin dein auf ewig.“
Der Major sucht nun mit schlechtem Gewissen seinen Sohn auf, um mit ihm über die schwierige Situation zu sprechen und dessen Vorstellungen zu erfahren. Doch das Problem scheint sich, bevor es angesprochen wurde, aufzulösen, denn Lieutenant Flavio gesteht, er liebe eine schöne Witwe. Er schlägt dem Vater vor, er solle mit Hilarie ein neues Leben beginnen und so den Familienbesitz zusammenzuhalten. Dieser stimmt erleichtert zu und Flavio stellt der Witwe seinen Vater vor. Sie ist bereits gut über ihn informiert, fragt ihn bei seinem Abschiedsbesuch im 4. Kapitel nach seinen Dichtungen, die er in seiner Freizeit aufschreibt, und bittet ihn, ihr einige Lyrik-Proben zu übersenden, und zwar in einer von ihr kunstvoll für eine besondere Person gefertigten Brieftasche, die sie ihm als Erinnerungs-Pfand übergibt.
Im 5. Kapitel eskaliert die Situation: Die schöne Witwe hat offenbar in ihrer Eitelkeit Flavio zuerst spielerisch gelockt und ihn, als sie seine Beharrlichkeit ängstigte, abgewiesen. Darauf stürzt dieser in eine Krise und flieht krank aus der Garnison zu seiner Tante. Während der Pflegezeit klagt er Hilarie sein Leid und sie liest mit ihm gemeinsam seine Liebesgedichte an die Witwe und vertont sie. So verarbeitet er die Trennung und umgekehrt denkt sich seine Cousine in die Rolle der Umworbenen hinein. Die Annäherung der beiden verstärkt sich durch gemeinsame Ausflüge und entwickelt sich schließlich zu einer Liebesbeziehung, die während des Winters beim gemeinsamen nächtlichen Schlittschuhlaufen im Mondschein gipfelt, die der Major bei seiner Rückkehr beobachten muss. Seine Altersreflexionen werden wieder aktiviert, bestätigt durch einen Zahnverlust, aber zu seinem Erstaunen reagiert er mit Fassung, denn er war „durch ein halbes Bewusstsein, ohne sein Wollen und Trachten, schon auf einen solchen Fall im Tiefsten vorbereitet. […] Er empfand das Unangenehme eines Überganges vom ersten Liebhaber zum zärtlichen Vater; und doch wollte diese Rolle immer mehr und mehr sich ihm aufdringen.“ Er verarbeitet die Lösung des Beziehungsproblems in einem Gedicht: „Der späte Mond, der zur Nacht noch anständig leuchtet, verblasst vor der aufgehenden Sonne; der Liebeswahn des Alters verschwindet in Gegenwart leidenschaftlicher Jugend“. Die kosmetische Verjüngungskur hat er bereits verändert zu einem neuen Bewusstsein über einen gesunden und maßvoll-ausgewogenen Lebensstil, und der Berater konnte wieder zum Schauspieler zurückkehren. Er erklärt der Schwester gegenüber, obwohl er immer noch rational-emotional gespalten ist, sein Einverständnis mit einer Ehe Flavios und seiner Cousine, und diese versucht ihre Tochter mit Vernunftgründen davon zu überzeugen, doch Hilarie ist in ihrer Gefühlsverwirrung dazu noch nicht bereit.
Die Baronin hat bereits während der Pflege des Neffen bemerkt, dass die Neigung ihrer Tochter „im Umwenden begriffen“ ist, und sich wegen der zu befürchtenden Spannungen in der Familie um Rat an ihre alte Freundin Makarie gewandt, die wiederum mit der schönen Witwe über Flavios Erkrankung korrespondiert. Diese bittet den Major um eine Unterredung und bedauert ihren durch Koketterie verursachten Anteil an der Verwirrung. Diese Verbindung der Erzählung mit der Rahmenhandlung wird im 7. Kapitel unter dem Thema „die Entsagenden“ und im 3. Buch (14. Kp.) mit der Lösung fortgesetzt.
Sechstes Kapitel
Wilhelm an Lenardo, Wilhelm an den Abbé
Wilhelm teilt Lenardo und in einem Duplikat dem Abbé mit, dass er Nachodine in guten Verhältnisse angetroffen hat, er aber den Aufenthaltsort nicht verrate, um Lenardo von einer Bußreise abzuhalten. Dem Abbé gegenüber wiederholt er seinen Wunsch, die Bedingungen für seine Wanderschaft zu ändern, damit er längere Zeit an einem Ort verweilen kann.
Siebentes Kapitel
Wilhelm kommt auf seiner Wanderschaft in einen geistig-künstlerischen Bezirk, eigentlich eine Seelenlandschaft, die ihn in die „Lehrjahre“ zurückversetzt. Er findet einen jungen Reisegefährten, der Mignons „Umgebungen, worin sie gelebt“ aufsucht und Bilder von ihr malt. Am idyllischen See begegnen ihnen Hilarie und die schönen Witwe. Sie sind jetzt ebenfalls als „Entsagende“ auf der Wanderschaft. Hilaries Herz ist noch immer verwundet, aber „wenn die Anmut einer herrlichen Gegend uns lindernd umgib, wenn die Milde gefühlvoller Freunde auf uns einwirkt, so kommt etwas Eigenes über Geist und Sinn, das uns Vergangenes, Abwesendes traumartig zurückruft und das Gegenwärtige, als wäre es nur Erscheinung, geistermäßig entfernt.“ Wilhelm lernt, durch den Künstler angeregt, ein neues Sehen und betrachtet die Alpenlandschaft wie ein großartiges Gemälde des großen Schöpfers, und Hilarie beginnt selbst zu malen und dies ist „das erste frohe Gefühl, das in Hilariens Seele nach geraumer Zeit hervor[tritt]. Die herrliche Welt erst tagelang vor sich zu sehen und nun die auf einmal verliehene vollkommene Darstellungsgabe zu empfinden.“ In der paradiesischen Naturlandschaft und bei Bootsfahrten auf dem leichtwelligen See bilden die Vier für kurze Zeit eine Seelengemeinschaft, bevor sie sich mit dem Versprechen trennen, sich nicht wiederbegegnen zu wollen.
Lenardo an Wilhelm, Der Abbé an Wilhelm
Lenardo bedankt sich für Wilhelms gute Nachricht, und der Abbé berichtet über den Plan, einen neu angelegten Kanal mit Handwerkern zu besiedeln und die Pädagogik zu fördern: „[W]ir müssen den Begriff einer Weltfrömmigkeit fassen, unsere redlich menschlichen Gesinnungen in einen praktischen Bezug ins Weite setzen, und nicht nur unsere Nächsten fördern, sondern zugleich die ganze Menschheit mitnehmen.“ Außerdem teilt er Wilhelm mit, dass der Orden seinen Wunsch erfüllt: „Sie sind von aller Beschränktheit entbunden. Reisen Sie, halten Sie sich auf, bewegen Sie sich, verharren Sie! was Ihnen gelingt, wird recht sein; möchten Sie sich zum notwendigsten Glied unsrer Kette bilden.“
Zwischenrede
Die Handlung springt im nächsten Kapitel um einige Jahre.
Achtes Kapitel.
Wilhelm besucht Felix in der „Pädagogischen Provinz“ – und damit schließt die Handlung an den Anfang des 2. Buches an – und informiert sich über seine Entwicklung und das breit angelegte Bildungskonzept: Im ersten, ländlichen Bezirk mit verstreuter hüttenartiger Bebauung konzentriert sich das Lernen auf landwirtschaftliche Arbeiten, z. B. Pflügen und Versorgung der Rinder und Pferde. Ergänzt wird dies durch monatlich wechselnden Sprachunterricht für die internationale Schülerschaft, um die Bildung von Landsmannschaften zu verhindern, und Wahl eines Schwerpunkts, Felix lernt Italienisch. Gesang, Instrumentalmusik, Tanz sind mit Poesieübungen verbunden. Im zweiten Bezirk liegt eine durch die Bauarbeiten der Schüler und ihrer Meister sich ständig erweiternde Stadt. Hier werden bildende Kunst und Handwerke, aber auch die epische Dichtkunst durch eigene Gestaltungen unterrichtet.
Neuntes Kapitel
Zum Abschluss trifft Wilhelm bei einem nächtlichen Fest Montan (I, 3 u. 4) wieder. Als „wunderliches Schauspiel“ erblickt er von der Höhe das Netz der unterirdischen Klüfte des Bergbaureviers wie durch Lavaströme illuminiert. Man diskutiert über die verschiedenen Entstehungsmöglichkeiten der Erde und der Gebirge, u. a. die Sintflut- und Vulkanismus-Deutungen. Montan hält sich aus dem für ihn wenig sinnvollen Theoriestreit zwischen den Anhängern des Neptunismus und denen des Plutonismus heraus und erklärt seine Auffassung: „D]as liebste, und das sind doch unsere Überzeugungen, muss jeder im tiefsten Ernst bei sich selbst bewahren […] wie er es ausspricht, sogleich ist der Widerspruch rege, kommt er in sich selbst aus dem Gleichgewicht und sein Bestes wird, wo nicht vernichtet, doch gestört.“ Seine Lösung ist die Verbindung von „Tun und Denken, das ist die Summe aller Weisheit. […] Beides muss wie Aus- und Einatmen sich im Leben ewig fort hin und wider bewegen […] Wer sich zum Gesetz macht […] das Tun am Denken, das Denken am Tun zu prüfen, der kann nicht irren, und irrt er, so wird er sich bald auf den rechten Weg zurückfinden.“ Wie die Gebirge entstanden sind, will er gar nicht wissen, aber er strebt täglich danach, ihnen ihr Silber und Blei abzugewinnen.
Zehntes Kapitel
Hersilie an Wilhelm
Hersilie teilt Wilhelm mit, das überraschende Liebesgeständnis, das Felix ihr aus der „Pädagogischen Provinz“ geschickt hat, habe ihr zwar geschmeichelt, aber sie zugleich verwirrt und nachdenklich gemacht: „Fürwahr, es gibt eine geheimnisvolle Neigung jüngerer Männer zu älteren Frauen“. Diese Thematik wird im 3. Buch (III, 17) fortgesetzt und auch in den beiden in die Romanhandlung eingefügten Erzählungen behandelt: In Die pilgernde Törin (I, 5) und in Der Mann von fünfzig Jahren (II, 3–5) führt die Liebe zu Komplikationen zwischen Vater und Sohn.
Elftes Kapitel
In Wilhelms letztem Brief an Natalie schreibt er als Abschluss des 2. Buches von seiner sorgfältig gereiften Entscheidung, das Handwerk des Wundarztes zu lernen.
Wilhelm an Natalien
Wilhelm teilt Natalie mit, dass er Wundarzt werden will, um sich „als ein nützliches, als ein nötiges Glied der Gesellschaft“ Nataliens „Wegen […] anzuschließen; mit einigem Stolze, denn es ist ein löblicher Stolz, [ihrer] wert zu sein.“ Jarno (Montan) hat ihn davon überzeugt, dass man im Leben Menschen braucht, die spezielle praktische Kenntnisse hätten: „Narrenpossen“ seien dagegen seine „allgemeine Bildung und alle Anstalten dazu“. Diese Neigung, Arzt zu werden, erklärt er Natalie an einer Reihe von Schlüsselerlebnissen, die in seine Kindheit zurückreichen. Bei einem Familienausflug ins Stadtumland musste er erleben, wie einige Jungen beim Krebsfangen im Fluss ertranken und vielleicht hätten gerettet werden können, wenn ein Wundarzt sie hätte zur Ader lassen und wiederbeleben können. Seit seiner eigenen Verletzung in den „Lehrjahren“, als ihn Natalie im Wald fand, hat er als Fetisch ein Kästchen mit chirurgischen Instrumenten in seinem Gepäck.
Betrachtungen im Sinne der Wanderer
Kunst, Ethisches, Natur (Siehe Zitate)

### Drittes Buch
Das zentrale Thema der „Wanderschaft“ wird im 3. Buch um das der „Auswanderung“ nach Übersee erweitert. In diesem Zusammenhang treten viele Personen der „Lehrjahre“ auf.
Erstes Kapitel
Wilhelm nähert sich wieder „den Verbündeten“, er durchwandert dazu eine hügelige Naturlandschaft und kommt zu einem Schloss, wo er als Vorsteher der Auswanderer-Gemeinschaft „Das Band“ auf zwei alte Freunde trifft: Lenardo und Friedrich, Natalies Bruder („Lehrjahre“). Sie bereiten emigrationswillige Handwerker auf ihr neues Leben vor und verabschieden gerade nach einem Festmahl mit Wandergesängen eine Gruppe mit dem Chorgesang: „Bleibe nicht am Boden heften, Frisch gewagt und frisch hinaus, Kopf und Arm mit heitern Kräften Überall sind sie zu Haus“.
Zweites Kapitel
Hersilie an Wilhelm
Hersilie hat den Schlüssel zum Kästchen (I, 4) gefunden und lädt Wilhelm und Felix zur Öffnung ein.
Drittes Kapitel
Wilhelm muss Hersilies Einladung ablehnen, weil er als Wundarzt die Handwerker der Gemeinschaft behandelt. Er erzählt ihnen in der abendlichen Gesprächsrunde von seiner Anatomie-Ausbildung an präparierten Leichenteilen und von der Idee eines durch antike Skulpturen beeinflussten Künstlers, sie durch Holz- und Gipsmodelle zu ersetzen, um die Würde der Toten zu wahren. In Übersee hofft der Meister seine Methode in Schulen umzusetzen. Lenardo und Friedrich wollen ihn, trotz der Widerstände der traditionellen Prosektoren, in ihren Einrichtungen unterstützen.
Viertes Kapitel
Friedrich erzählt Wilhelm nach dessen Bericht über seine Ausbildung, dass einige leichtfertige Personen der „Lehrjahre“ solide geworden seien nach dem „Grundgesetz unserer Verbindung: in irgendeinem Fache muss einer vollkommen sein, wenn er Anspruch auf Mitgenossenschaft machen will.“: Lydie, die ehemalige Geliebte Baron Lotharios, ist jetzt Jarnos (Montans) Frau und arbeitet als Näherin. Friedrich hat die in viele Beziehungen verwickelte Schauspielerin Philine geheiratet, sie ist Schneiderin geworden. Er selbst nutzt sein gutes Gedächtnis nicht mehr für Theatertexte, sondern für Verwaltungsarbeiten und die Protokollierung von Gesprächen, wie in III, 9 und 10. Anschließend berichtet Lenardo über seine frühen Neigungen zum Tischlerhandwerk, seinen „Trieb zum Technischen“, und gibt Wilhelm einen Teil seines Tagebuchs zu lesen. Die Fortsetzung folgt in III, 13.
Fünftes Kapitel
Lenardos Tagebuch
Während seiner Reisen begleitet Lenardo einen Garnträger zu den zunehmend mit dem „Maschinenwesen“ konkurrierenden Baumwollspinnern und Webern im Gebirge. Er beschreibt detailliert mit Fachbezeichnungen die Geräte und ihre Bedienung sowie die Verbindung der Heimarbeit mit dem Verlagssystem der Händler im Tal. Die Atmosphäre in den Wohnungen der Handwerker, die in seiner Gesellschaft der Auswanderer nützliche Mitglieder werden könnten, charakterisiert er als „Friede, Frömmigkeit, ununterbrochene Tätigkeit“. Das Drehen der Spindel empfiehlt er ironisch „unseren schönen Damen“, die „an wahrem Reiz und Anmut nicht zu verlieren fürchten dürften, wenn sie einmal anstatt der Guitarre das Spinnrad handhaben wollten“.
Sechstes Kapitel
Zum abendlichen Treffen der Freunde gesellt sich der Barbier Rotmantel und erzählt folgendes Märchen, das den Kästchen-Fund der Rahmenhandlung (I, 4 u. 12, III, 2 u. 7) um eine sagenhafte Vorgeschichte ergänzt:
Die neue Melusine
Die Handlung, die vom vagierenden Protagonisten in der Ich-Form vorgetragen wird, spielt mit dem Melusine-Motiv. In dessen ironischer Abwandlung verliebt sich eine Zwergenprinzessin in den liederlichen und deshalb ständig in Geldnöten steckenden Umherreisenden. Diesen hat sie als Vater ihres zukünftigen Kindes ausgewählt, um das Erbgut ihrer degenerierten uralten Familie aufzufrischen. Dazu lebt sie abwechselnd in zweierlei Größen in zwei Welten. Durch einen Zauberring kann sie sich vergrößern und in der menschlichen Gesellschaft als schöne, die Männer bezaubernde Sängerin und Lautenspielerin auftreten. Verkleinert verschwindet sie in ihrem Schloss, das der mit ihr reisende und von ihr mit einem unerschöpflichen Goldbeutel ausgestattete Liebhaber als Kästchen mit der Kutsche von Ort zu Ort transportiert. Als ihre Mission erfüllt ist und sie schwanger in das Zwergenreich zurückkehrt, begleitet sie der ebenfalls geschrumpfte Freund und wird mit ihr verheiratet. Doch er kann die Spannung zwischen gefühlter innerer Größe, dem Ideal von sich, und der kleinen Gestalt nicht aushalten, feilt den eng am Finger sitzenden Zauberring entzwei und kehrt betäubt in seine alte Welt zurück. Neben sich findet er beim Erwachen das mit Gold gefüllte Kästchen, das er, nachdem er es verschwenderisch geleert hat, aus Geldnöten verkauft.
Siebentes Kapitel
Hersilie an Wilhelm
Nach dem Tod des Antiquitätenkrämers (I, 12) ist Hersilie nun sowohl im Besitz des Schlüssels als auch des Kästchens und fragt sich nach der Bedeutung dieses Zufalls oder der Fügung und ihrer Rolle dabei. Sie bittet Wilhelm und Felix erneut (III, 2), sie zu besuchen und bei der Deutung zu helfen, „was damit gemeint sei, mit diesem wunderbaren Finden, Wiedersehen, Trennen und Vereinigung“. Allein Felix wird dieser Einladung folgen und wie Flavio bei der Geliebten unbeherrscht auftreten (III, 17).
Achtes Kapitel
In einer weiteren abendlichen Runde erzählt St. Joseph, der riesenstarke Lastenträger Lenardos, zur Auflockerung den selbst erlebten Schwank „Die gefährliche Wette“.
Die gefährliche Wette
Als er einst mit einer Gruppe übermütig zechender Studenten durchs Land zog, wettete er aus einer Laune heraus mit ihnen, er könne einen ebenfalls im Gasthof abgestiegenen alten vornehmen Herrn „bei der Nase zupfen, ohne dass [ihm] deshalb etwas Übles widerfahre“. Er gab sich als Barbier aus und konnte bei der Rasur seinen Streich ausführen. Doch der Verhöhnte erfuhr davon und wollte durch seine Bedienten die Studenten bestrafen lassen, die jedoch fliehen konnten. Die leichtsinnige Tat hatte jedoch unangenehme Folgen, als der gekränkte Mann starb und sein Sohn dafür der Gruppe die Schuld gab. Er duellierte sich mit einem der Studenten, verwundet ihn und geriet selbst durch anschließende Ereignisse in Schwierigkeiten.
Neuntes Kapitel
Lenardo hält vor der Versammlung eine Rede über die Geschichte und Ziele der Auswanderungen. Kaufleute, Pilger, Missionare, Wissenschaftler, Diplomaten, Regierungsbeamte usw. hätten seit alters her immer wieder ihren Arbeits- und Wohnort verändert und dadurch ihr Wissen von der Welt erweitert. Nun habe man durch die Berichte der Seefahrer einen guten Überblick über die Lebensbedingungen in den dünn besiedelten Kontinenten und es gebe für Bauern und Handwerker des übervölkerten Europa die Möglichkeit, ihr eigenes Leben zu verbessern und der neuen Heimat durch ihre Dienste zu helfen, nach dem Motto „Wo ich nütze, da ist mein Vaterland.“ Jeder Teilnehmer der Versammlung solle sich die Frage stellen, wo er am besten nützen könne, und dann entscheiden, ob er auswandern oder bleiben möchte.
Zehntes Kapitel
Als Gast stößt Odoard zur Versammlung. Im Folgenden wird auf der Basis von Friedrichs Gedächtnisprotokollierung aus wechselnden Perspektiven Odoards verwickelte Beziehungsgeschichte erzählt.
Nicht zu weit
Odoard hat als begabter, gut ausgebildeter Sprössling einer alten Familie Karriere im Staatsdienst gemacht und die Tochter des ersten Ministers geheiratet. Die Ehe mit der schönen, den gesellschaftlichen Glanz als Mittelpunktfigur großer Feste genießenden Albertine wird gestört durch Gerüchte über seine in einem „Aurora“-Gedicht angedeutete Verliebtheit in die vermögende Prinzessin Sophronie, deren Fürst-Onkel sie mit dem Erbprinzen verheiraten will, während der benachbarte alte König offenbar andere Interessen verfolgt. Odoard scheint die zweite Möglichkeit zu unterstützen, fällt deshalb bei Hof in Ungnade und wird als Statthalter in die Provinz versetzt, wo seine Frau ihre höfischen Auftritte vermisst, aber man arrangiert sich. Zur Entladung der Spannungen kommt es an Albertines Geburtstag, den sie mit Freunden auf dem Rittergut der munteren, neckischen Florine feiert. Bei einer Spazierfahrt der Festgesellschaft rutscht ihr Wagen in den Graben und sie verpasst das Familien-Abendessen und die Beschenkung durch Ehemann und Kinder. Noch mehr als unter der Abwesenheit Odoards, der zornig das Haus verlassen hat, leidet sie unter der Entdeckung nach dem Unfall, dass ihr vom Gatten geduldeter Hausfreund Lelio eine Affäre mit Florine hat. Odoard dagegen ist in einem Gasthof eingekehrt, begegnet dort zufällig Sophronie, die ihren Oheim erwartet, und spricht sie verwirrt mit Aurora an.
Elftes Kapitel
Wilhelm stimmt mit Friedrichs Plan einer neuen Gesellschaft überein: u. a. Übernahme der Vorteile der bisherigen Kultur und Ausschluss der Nachteile, Gültigkeit des Majoritätsprinzips, trotz einiger Kritik daran, keine Hauptstadt, sondern, wie im Mittelalter, im Reich umherziehende Obrigkeit, von Beginn an milde Gesetze, die nach Bedarf verschärft werden können, Ausschluss der Gesetzesbrecher aus der bürgerlichen Gesellschaft, eine an den Werten der christlichen Religion orientierte praktischen Sittenlehre, v. a. Besonnenheit, Geduld, „Mäßigung im Willkürlichen, Emsigkeit im Notwendigen“.
Zwölftes Kapitel
Odoard trägt sein zur Auswanderung in die Neue Welt alternatives Besiedlungsprojekt in der Alten Welt vor: „Bleiben, Gehen, Gehen, Bleiben, Sei fortan den Tücht’gen gleich, Wo wir Nützliches betreiben Ist der werteste Bereich:“ Handwerker und Bauern könnten in den abgelegenen dünn besiedelten Provinzen, deren Statthalter er ist, eine neue Gesellschaft behutsam aus der alten aufzubauen. Die Zeit dazu sei günstig; über die Zwecke der Reform sei man sich einig, „viel seltener über die Mittel, dahin zu gelangen“: „das Jahrhundert muss uns zu Hilfe kommen, die Zeit an die Stelle der Vernunft treten, und in einem erweiterten Herzen der höhere Vorteil den niedern verdrängen“.
Dreizehntes Kapitel
Die Fortsetzung des Tagebuchs (III, 5) ist angekommen und Wilhelm liest den zweiten Teil von Lenards Aufzeichnungen.
Lenardos Tagebuch – Fortsetzung
Lenardo informiert sich auf seiner Bergtour weitergehend über das Verlagswesen der Baumwolltextilfertigung und die Verbindung zwischen Heimarbeitern und Händlern. Unter den Weberinnen findet er Nacholdine und ihren kranken Vater wieder, für deren Vertreibung er sich mitverantwortlich fühlt (I, 11). Sie waren damals von einer religiösen Gemeinschaft im Gebirge aufgenommen worden. Nacholdine hat sich mit einem Weberjungen befreundet und sich mit ihm philosophisch-literarisch über die formelhafte Sprache ihrer Gemeinde hinaus weitergebildet. Er wurde ihr Bräutigam, wozu ihr ein Gast riet – Wilhelm, wie Lenardo weiß (II, 6) – und sie planten ein Leben in Übersee. Als er vor der Hochzeit erkrankte und starb, nahmen die wohlhabenden Schwiegereltern sie an anstelle ihrer ebenfalls verstorbenen Tochter bei sich auf und riefen sie mit deren Namen Susanne. Für Lenardo ist sie die „Schöne Gute“ Sie berichtet ihm von der Gefahr der Arbeitslosigkeit und Verarmung der Bevölkerung durch zunehmenden Maschineneinsatz und ihrem Dilemma, wegzuziehen oder zu bleiben und durch Modernisierung ihren Familienbetrieb zu retten, aber damit die sozialen Folgen der Entwicklung zu verschärfen. Mit ihrem Verlobten wollte sie auswandern. Ihr Helfer Daniel möchte bleiben und die Webstühle mechanisieren. Er hat als Freund ihres Bräutigams seine Liebe zu ihr unterdrückt, jetzt offenbart er sich und will sie heiraten, doch sie kann seine Gefühle nicht erwidern. Als er Nacholdine vereint mit Lenardo am Totenbett ihres Vaters sieht, bietet er ihr die gemeinsame Auswanderung an und kompliziert dadurch die Entscheidung für sie. Wie der Erzähler im nächsten Kapitel mitteilt, löst sie bald darauf die Beziehung auf, verlässt das Bergland und übernimmt Angelas Position bei Makarie. Ihren Besitz überlässt sie Daniel, der damit nach seinem früheren Plan in die Mechanisierung investieren kann. Er heiratet die zweite Tochter einer wohlhabenden Familie und wird Schwager des Konstrukteurs neuer Webmaschinen, des sog.„Geschirrfassers“ (III, 14).
Vierzehntes Kapitel
Der Erzähler („Wir aber, von unserer erzählenden und darstellenden Seite“) gibt einen Überblick über die Handlungen und die sich auflösenden und neu ordnenden Verhältnisse der am Ende der „Wanderjahre“ nicht mehr im Mittelpunkt stehenden Personen, die in vorteilhaften Beziehungen untergebracht werden. Während Lothario, seine Gattin Therese und Natalie, „die ihren Bruder nicht von sich lassen wollte“, in Begleitung des Abbé mit einem Segelschiff in die Neue Welt fahren und Montan, Friedrich und Lenardo, die für ihre Gesellschaft die Besitzungen des Oheims (I, 7) nutzen dürfen, sich auf ihre Reise vorbereiten, treffen bei Makarie Figuren aus den „Lehrjahren“ und „Wanderjahren“ zusammen: Hilarie mit ihrem Gatten Flavio, dem Sohn des Majors, der „mit jener Unwiderstehlichen“ (bezieht sich auf die „schöne Witwe“ in: Der Mann von fünfzig Jahren: II, 3–5) vermählt ist, Juliette, ebenfalls verheiratet, Friedrichs und Montans Frauen Philine, mit ihren beiden Kindern, und Lydie (III, 4), „die beiden Sünderinnen zu Füßen der Heiligen [Makarie]“. Der Astronom („ätherische Dichtung“) verständigt sich mit Montan („terrestrisches Märchen“) über den komplementären Zusammenhang ihrer beider Untersuchungsgebiete im Schöpfungsplan. Angela wird Kaufmann Werners, Wilhelms Freund, talentierten Gehilfen heiraten. Ihre Aufgabe als Makariens Archivarin (I, 10) übernimmt Nachodine, die zur Verarbeitung ihres Schicksals für einen evtl. Neubeginn Zeit braucht. Lenardo hofft darauf, sie eines Tages in die Neue Welt nachholen zu können.
Fünfzehntes Kapitel
Makaries „ätherische Dichtung“ wird als Beziehung ihrer kosmischen, allumfassenden Seele zur Astronomie, bzw. Astrologie erläutert: „Im Geiste, der Seele, der Einbildungskraft hegt sie, schaut sie es nicht nur, sondern sie macht gleichsam einen Teil desselben; sie sieht sich in jenen himmlischen Kreisen mit fortgezogen […] sie wandelt seit ihrer Kindheit um die Sonne […] in einer Spirale, sich immer mehr vom Mittelpunkt entfernend und nach den äußeren Regionen hinkreisend.“ Durch ihre Begegnung mit „himmlischen Genossen“ hat sie seherische Fähigkeiten vom Planetensystem.
Sechzehntes Kapitel
Der Amtmann des Bezirks, in dem sich die Auswanderungswilligen trafen, verfolgt nach Abzug der Gemeinschaft eigene, rein kommerzielle Ziele. Er wirbt unentschlossen zurückgebliebene Handwerker für eine neugegründete Möbelfabrik an, mit dem Angebot sesshaft zu werden und eine Landestochter zu heiraten. Als Felix stürmisch in die ruhige Stadt reitet und seinen Vater sucht, teilt man ihm mit, „dieser habe sich auf dem einige Meilen entfernten Flusse eingeschifft; er fahre hinab, erst seinen Sohn zu besuchen, alsdann ein wichtiges Geschäft weiter zu verfolgen.“
Siebzehntes Kapitel
Hersilie an Wilhelm
Hersilie schreibt Wilhelm vom Besuch seines Sohnes und schickt den Brief in die Stadt, die der Adressat jedoch bereits verlassen hat. Felix habe bei dem Versuch, das Kästchen zu öffnen, den Schlüssel abgebrochen und sie danach stürmisch bedrängt. Sie habe in ihrer Verwirrung zuerst seine Küsse erwidert, ihn dann, zur Vernunft gekommen, zurückgewiesen und weggeschickt. Darauf habe er gedroht: „[S]o reit ich in die Welt, bis ich umkomme.“ Sie macht sich jetzt Sorgen um ihn und bittet Wilhelm, nach ihm zu suchen. Sie macht ihm Vorwürfe: „[W]ar es nicht an dem Vater genug, der so viel Unheil anrichtete, bedurft‘ es noch des Sohnes, um uns unauflöslich zu verwirren?“ Ihre ambivalente Beziehung zu Vater und Sohn, Wilhelms Zurückhaltung ihr gegenüber sowie die Ungewissheit ihrer Zukunft spiegelt sich in der Geschichte des Kästchens. Ein Goldschmied erkannte die magnetische Wirkung des Schlüssels, aber er warnt sie, es zu öffnen, „an solche Geheimnisse sei nicht gut rühren“.
Achtzehntes Kapitel 
Vom Schiff aus sieht Wilhelm, wie ein Reiter das steile Flussufer hinab ins Wasser stürzt und ertrinkt. Da ihn Hersilies Brief nicht erreicht hat, erkennt er den nach ihm suchenden Felix erst bei der Rettung. Er belebt ihn durch Aderlass (II, 11). Das 3. Buch schließt mit dem Vater-Sohn-Bund. Felix ruft: „Wenn ich leben soll, so sei es mit dir! […] So [stehen] sie fest umschlungen, wie Kastor und Polux, Brüder, die sich auf dem Wechselwege vom Orkus zum Licht begegnen.“ Beim Anblick des schlafenden Sohnes reflektiert Wilhelm über die Schöpfung: „Wirst du doch immer aufs neue hervorgebracht, herrlich Ebenbild Gottes! […] und wirst sogleich wieder beschädigt, verletzt von innen oder von außen.“
Aus Makariens Archiv
(Siehe Zitate)

## Figuren

### Figuren ausWilhelm Meisters Lehrjahre
Figuren sind jeweils alphabetisch geordnet. Die Zahl bezeichnet die Seite, auf der der Name zuerst genannt wird. In den Wanderjahren haben sie praktische Berufe gelernt und bereiten, abgesehen von Werner und Wilhelm, ihre Auswanderung vor.
- 528 Der Abbé lenkt im Hintergrund die Geschicke Wilhelms.
- 388 Felix ist der Sohn Wilhelms.
- 587 Friedrich, der Bruder Natalies und Lotharios, ist in den Wanderjahren Mitglied der Gemeinschaft der Auswanderer „Der Bund“.
- 539 Baron Lothario ist Mitglied der Turmgesellschaft, Natalies und Friedrichs Bruder und mit Therese verheiratet.
- 664 Lydie, die ehemalige Geliebte Lotharios, ist in den Wanderjahren Montans Frau und hat sich zur Näherin ausgebildet.
- 402 Montan (der Jarno aus Wilhelm Meisters Lehrjahre) betätigt sich als Geologe.
- 390 Baronesse Natalie ist Wilhelms Seelengeliebte und Lotharios und Friedrichs Schwester.
- 664 Philine war eine Schauspielerin, die seinerzeit von Friedrich schwanger wurde; in Wanderjahre sind sie verheiratet, sie arbeitet als Schneiderin.
- 662 Therese ist die Gemahlin Lotharios.
- 668 Der Kaufmann Werner ist Wilhelms Jugendfreund.
- 388 Wilhelm (siehe Handlung) ist als Wanderer die zentrale Figur.

### Neue Figuren
- 415 Hersilie eine Entsagende, ist die jüngere Nichte des Hausherrn auf dem Schlosse.
- 430 Baron Lenardo ist der Vetter von Hersilie.
- 435 Makarie die Tante von Lenardo und Hersilie, ist „eine ältliche, wunderwürdige Dame“. Hinter ihr verbirgt sich die Herzogin Charlotte von Sachsen-Meiningen, Gattin von Ernst II. von Sachsen-Gotha-Altenburg.
- 635 Odoard ist „ein Mann von einnehmenden Wesen“, der ein Besiedlungsprojekt in Europa forciert.

### Nebenfiguren
- 458 Angela ist die Archivarin Makaries. Sie heiratet Werners Mitarbeiter.
- 458 Der Arzt, Mathematiker und Astronom ist Mitarbeiter Makaries. Hinter ihm verbirgt sich der Gothaer Hofastronom Franz Xaver von Zach, dem Goethe in dem Roman ein subtiles Denkmal setzt.
- 415 Juliette ist die ältere Schwester von Hersilie.
- 433 Nachodine ist die Tochter eines liederlichen Pächters auf dem Schlosse. Sie müssen in das Gebirgsland auswandern und als Weber arbeiten. Schließlich holt sie Lenardo zurück und sie wird nach Angelas Heirat Makaries Archivarin.
- 415 Der Oheim (Onkel) von Lenardo und Hersilie ist der Hausherr auf dem Schlosse.
- 433: Valerine ist die Tochter des Gerichtshalters auf dem Schlosse.

- 416 Herr von Revanne ist ein reicher Provinzler, der die pilgernde Törin für zwei Jahre aufnimmt, sich in sie verliebt und von ihr gefoppt wird.
- 416 Die pilgernde Törin ist eine Allegorie der Poesie, die für zwei Jahre im Schloss des Herrn von Revanne als Gesellschafterin lebt.

- 441 Antoni ist „nicht mehr jung, von bedeutendem Ansehn, würdig, lebensgewandt und durch Kenntnis der weitesten Weltgegenden höchst unterhaltend“.
- 439 Julie ist vom Professor N. als Braut für Lucidor auserkoren, sie heiratet aber Antoni.
- 439 Lucidor ist der Sohn des Professors N. zu N. Sein Gönner ist der Oberamtmann zu R. Er verliebt sich in Lucinde und heiratet sie.
- 439 Lucinde ist die Schwester von Julie.

- 491 Die Baronin ist die Schwester des Majors und die Mutter von Hilarie.
- 514 Lieutenant Flavio ist der Sohn des Majors.
- 491 Hilarie ist die Tochter der Baronin.
- 491 Der Major ist die Titelfigur der Novelle.
- 501 Die schöne Witwe verdreht Flavio und seinem Vater den Kopf.

## Zitate

### Aus dem Werk
- (1,2) Joseph: „Wer lebt, muß auf Wechsel gefaßt sein.“
- (1,3) Montan: „Gut Ding will Weile haben.“
- (1,10) Wilhelm: „Wer durch Brillen sieht, hält sich für klüger, als er ist.“
- (1,11) Lenardo: „Der Helden Söhne werden Taugenichtse.“
- (1,12) Der Alte zu Wilhelm: „Wer lange lebt, sieht manches versammelt und manches auseinander fallen.“
- (2,3) Der Freund zum Major: „Man will sein und nicht scheinen. Das ist recht gut, so lange man etwas ist.“

- „Alles Gescheite ist schon gedacht worden, man muß nur versuchen, es noch einmal zu denken.“
- „Wie kann man sich selbst kennen lernen? Durch Betrachten niemals, wohl aber durch Handeln. Versuche deine Pflicht zu tun, und du weißt gleich, was an dir ist.“
- „Was aber ist deine Pflicht? Die Forderung des Tages.“
- „Aus Farbenreibern sind treffliche Maler hervorgegangen.“
- „Sage mir, mit wem du umgehst, so sage ich dir, wer du bist; weiß ich, womit du dich beschäftigst, so weiß ich, was aus dir werden kann.“
- „Ein großer Fehler: daß man sich mehr dünkt, als man ist, und sich weniger schätzt, als man wert ist.“
- „Tief und ernstlich denkende Menschen haben gegen das Publikum einen bösen Stand.“
- „Wenn ich die Meinung eines andern anhören soll, so muß sie positiv ausgesprochen werden; Problematisches hab’ ich in mir selbst genug.“
- „Ich schweige zu vielem still, denn ich mag die Menschen nicht irremachen und bin wohl zufrieden, wenn sie sich freuen da wo ich mich ärgere.“
- „Wenn man alt ist, muß man mehr tun, als da man jung war.“
- „Wer zuviel verlangt, wer sich am Verwickelten erfreut, der ist den Verwirrungen ausgesetzt.“
- „Der Mensch muß bei dem Glauben verharren, daß das Unbegreifliche begreiflich sei; er würde sonst nicht forschen.“
- „Um zu begreifen, daß der Himmel überall blau ist, braucht man nicht um die Welt zu reisen.“
- „Das Falsche hat den Vorteil, daß man immer darüber schwätzen kann, das Wahre muß gleich genutzt werden, sonst ist es nicht da.“

- „Was einem angehört, wird man nicht los, und wenn man es wegwürfe.“
- „Mit den Jahren steigern sich die Prüfungen.“
- „Man wird nie betrogen, man betrügt sich selbst.“
- „Wen jemand lobt, dem stellt er sich gleich.“
- „Es ist nicht genug, zu wissen, man muß auch anwenden; es ist nicht genug, zu wollen, man muß auch tun.“
- „Einer neuen Wahrheit ist nichts schädlicher als ein alter Irrtum.“
- „Die größten Schwierigkeiten liegen da, wo wir sie nicht suchen.“
- „Sei nicht ungeduldig, wenn man deine Argumente nicht gelten läßt.“

### Goethe über sein Werk
„… sie [die kleineren Geschichten] sollten alle, durch einen romantischen Faden unter dem Titel Wilhelm Meisters Wanderjahre zusammengeschlungen, ein wunderlich anziehendes Ganzes bilden. Zu diesem Zweck finden sich bemerkt: Schluß der Neuen Melusine, Der Mann von fünfzig Jahren, Die pilgernde Törin.“

„Es gehört dieses Werk [Wilhelm Meister] übrigens zu den incalculabelsten Productionen, wozu mir fast selbst der Schlüssel fehlt.“

„Ich hoffe, meine Wanderjahre sind nun in Ihren Händen und haben Ihnen mancherlei zu denken gegeben; verschmähen Sie nicht einiges mitzutheilen. Unser Leben gleicht denn doch zuletzt den sibyllinischen Büchern; es wird immer kostbarer, je weniger davon übrig bleibt.“

„Eine Arbeit wie diese [die Wanderjahre], die sich selbst als collectiv ankündiget, indem sie gewissermaßen nur zum Verband der disparatesten Einzelheiten unternommen zu seyn scheint, erlaubt, ja fordert mehr als eine andere daß jeder sich zueigne was ihm gemäß ist, was in seiner Lage zur Beherzigung aufrief und sich harmonisch wohltätig erweisen mochte.“

„Mit solchem Büchlein [den Wanderjahren] aber ist es wie mit dem Leben selbst: es findet sich in dem Complex des Ganzen Nothwendiges und Zufälliges, Vorgesetztes und Angeschlossenes, bald gelungen, bald vereitelt, wodurch es eine Art von Unendlichkeit erhält, die sich in verständige und vernünftige Worte nicht durchaus fassen noch einschließen läßt. Wohin ich aber die Aufmerksamkeit meiner Freunde gerne lenke und auch die Ihrige gern gerichtet sähe, sind die verschieden, sich voneinander absondernden Einzelnheiten, die doch, besonders im gegenwärtigen Falle, den Werth des Buches entscheiden.“

## Merkmale des Romans

### Typus
Goethe selbst bezeichnet dieses Spätwerk als einen Roman. Er besteht aus drei Büchern sowie Betrachtungen im Sinne der Wanderer und Materialien aus einem Archiv.
Die Einordnung der Wanderjahre seitens der Fachwelt ändert sich mit den Jahren.
- Erich Trunz[6] bestimmte 1950 die Wanderjahre schlicht als Rahmenerzählung mit eingelegten Novellen.
- Volker Neuhaus[7] bezeichnete 1968 die Wanderjahre als „Archivroman“, wobei er unter anderem von Makariens Archiv und seinem Inhalt ausging. In der Tat wird manches im Roman brieflich verhandelt. Es geht zentral um Papiere.
- Gero von Wilpert[8] nannte die Wanderjahre einen Zeitroman. Nach Wilpert[9] hat Brentano den Zeitroman als erweiterten Gesellschaftsroman definiert. Im Zeitroman wird definitionsgemäß gleichsam ein Bild der Gesellschaft, des Geistes, der Kultur, der Politik und der Ökonomie einer Zeit auf einen Rundhorizont gemalt. Im Falle der Wanderjahre handelt es sich um das Bild der Zeit, in der Goethe lebte und die Goethe ins 19. Jahrhundert hinein schreibend extrapolierte.

### Darstellungsweise
Zur Darstellungsweise der Wanderjahre hat Gidion ein Buch geschrieben.
Goethe belastet den Wanderer Wilhelm mit zwei Restriktionen, indem er ihn konstatieren lässt:
- „Nicht über drei Tage soll ich unter einem Dache bleiben.“ (1,1)
- „Nun soll auf meiner Wanderschaft kein Dritter uns ein beständiger Geselle werden.“ (1,3)

Auch der daraus resultierende beständige Orts- und Personenwechsel erzeugt jene disparate Romanstruktur, auf die Goethe am 28. Juli 1829 hingewiesen und die dann etliche Rezipienten zu unbedachten Äußerungen verleitet hat.
Mehr noch als in den Lehrjahren fordert Goethe in den Wanderjahren einen geduldigen Leser. Jarno aus den Lehrjahren heißt in den Wanderjahren Montan. Hinter der „Schönen-Guten“ und dem „nußbraunen Mädchen“ verbirgt sich Nachodine.

### Zeit der Handlung
An zwei Stellen im Text erfährt der Leser, dass die Wanderung ins 18. Jahrhundert zurückführt. Der Wanderer Wilhelm Meister wird einmal unterwegs auf einem Schlosse in eine Galerie geführt, „worin nur Porträts aufgehängt bzw. aufgestellt waren, alles Personen, die im achtzehnten Jahrhundert gewirkt hatten“ (1,6). Und als ein andermal die Vorgeschichte des Romans erzählt wird, heißt es: „Der lebhafte Trieb nach Amerika im Anfange des achtzehnten Jahrhunderts war groß“ (1,7).

### Motiv der Entsagung
Diesen zentralen Begriff seiner Ethik, den Verzicht auf Niederes zugunsten von Höherem, hat Goethe in Aus meinem Leben. Dichtung und Wahrheit in (4,16) definiert: „Unser physisches sowohl als geselliges Leben, Sitten, Gewohnheiten, Weltklugheit, Philosophie, Religion, ja so manches zufällige Ereignis, alles ruft uns zu, daß wir entsagen sollen… Diese schwere Aufgabe jedoch zu lösen, hat die Natur den Menschen mit reichlicher Kraft, Tätigkeit und Zähigkeit ausgestattet.“
Weil Goethe den Terminus in den Wanderjahren sogar in den Titel hinein genommen hat, wird er in der Sekundärliteratur ausführlich besprochen. Wilpert (anno 1998, S. 1189 unten) zählt z. B. die in den Roman eingelegten Novellen als Beispiele für Geschichten um Personen auf, denen die Entsagung noch nicht geglückt ist.
Für Goethes Romankonzept ist die Entsagung Programm. Das ist aus Einzelheiten ablesbar:
(1,4) Zu den „sonderbaren Verpflichtungen der Entsagenden“ gehört auch die: „daß sie, zusammentreffend, weder vom Vergangenen noch Künftigen sprechen dürfen, nur das Gegenwärtige soll sie beschäftigen“.
Entsagt wird meist den Freuden der körperlichen Liebe zwischen Mann und Frau zugunsten höchster Werte. Vollkommenheit wird angestrebt.

### Symbolik
Hinter der vordergründigen Handlung stecken in den Wanderjahren allegorische Figuren und Symbole.
Zum Beispiel symbolisieren Kästchen und Schlüssel das Geheimnis des Lebens. Zudem ist das Symbol bei Goethe selten eindeutig. Etliche Goethe-Interpreten verstehen Kästchen und Schlüssel – um bei dem Beispiel zu bleiben – in Verbindung mit der Liebesgeschichte zwischen Hersilie und Felix (3,17) auch als sexuelle Attribute.
Die Beschreibung der Roman-Handlung eröffnet viele Fragen zur Interpretation. Für eine eingehende Auseinandersetzung mit dem Werk wird auf die umfangreiche Sekundärliteratur verwiesen.

## Rezeption
(Geordnet nach dem Rezeptionsjahr)
- 1830: Der junge Theodor Mundt (1808–1861): „Wir müssen ehrlich sein, und, um dem Dichter nicht unrecht zu tun, die Wanderjahre sogleich, auch in ihrer jetzigen Gestalt noch für ein unausgearbeitetes Fragment, das nur in einzelnen Partien mehr oder weniger ausgebildet und vollendet erscheint, erklären.“ (Blessin, S. 374)
- 1895: Friedrich Spielhagen will den „dichterischen“ Roman und fragt, „ob wir es hier überall noch mit einer Dichtung zu tun haben“. (Gidion, S. 11)
- 1918: Friedrich Gundolf : „So sind die Wanderjahre von einem Weisen geschrieben, der dichten kann, nicht von einem Dichter, der weise ist.“ (Gidion, S. 15)
- 1921 und 1932: Thomas Mann setzt sich mit den Wanderjahren auseinander.
- 1936: Hermann Broch bekräftigt, Goethe habe „in den Wanderjahren den Grundstein der neuen Dichtung, des neuen Romans“, gelegt. (Bahr, S. 363)
- 1963: Richard Friedenthal (S. 469 f.): „Die Wanderjahre schließlich sind kein Roman mehr, sondern ein Repositorium [= Büchergestell, Aktenschrank] für Goethes Altersweisheit … Er [der Meister-Komplex] spottet aller Regeln. Goethe selber hat oft darüber gespottet …“
- 1989: Hannelore Schlaffer zitiert in ihrer Habilitationsschrift Arbeiten von
  - Ferdinand Gregorovius: Göthe’s Wilhelm Meister in seinen socialistischen Elementen entwickelt. Königsberg 1849
  - Wilhelm Emrich: Das Problem der Symbolinterpretation im Hinblick auf Goethes ›Wanderjahre‹. 1952
  - Karl Schlechta: Goethes Wilhelm Meister. Frankfurt am Main 1953
  - Arthur Henkel: Entsagung. Eine Studie zu Goethes Altersroman. Tübingen 1954
  - Friedrich Ohly: Zum Kästchen in Goethes »Wanderjahren«. 1961
  - Hans-Jürgen Bastian: Zum Menschenbild des späten Goethe. Eine Interpretation seiner Erzählung »Sankt Joseph der Zweite«. Weimar 1966
  - Manfred Karnick: »Wilhelm Meisters Wanderjahre« oder die Kunst des Mittelbaren. München 1968
  - Benno von Wiese: Der Mann von funfzig Jahren. Düsseldorf 1968
  - Marianne Jabs-Kriegsmann: Felix und Hersilie (in: Erich Trunz (Hrsg.): Studien zu Goethes Alterswerken). Frankfurt am Main 1971
  - Peter Horwath: Zur Namensgebung des »nußbraunen Mädchens«. 1972
  - Anneliese Klingenberg: Goethes Roman »Wilhelm Meisters Wanderjahre«. Berlin 1972
  - Wilhelm Voßkamp: Romantheorie in Deutschland. Stuttgart 1973